# Anna Rak-Kaszanits
Anna Rak-Kaszanits (ur. 20 października 1934 w Warszawie, zm. 28 czerwca 2014 w Witowie) – malarka, dziennikarka, tłumaczka z języka węgierskiego, esperantystka.

## Życiorys
Była córką Aleksandra i Janiny Rak. Jej siostra Marta była również malarką.
Studiowała architekturę u prof. W. Zina i w 1962 otrzymała dyplom na Wydziale Architektury Politechniki Krakowskiej. Studiowała również w Akademii Sztuk Pięknych. Znała język esperanto i była zaangażowana w działalność esperancką, biorąc udział w ośmiu Światowych Kongresach Esperanto w latach 1973-1995.
Publikowała artykuły w wielu czasopismach, obok "Argumentów" również, w takich czasopismach jak: "Tygodnik Powszechny", "Przegląd Katolicki", "Kobieta i Życie", "Nowa Wieś" i inne.
W twórczości malarskiej skupiała się na pracy z akwarelami przedstawiając pejzaże a szczególnie architekturę. Miała wystawy swoich prac w Polsce oraz za granicą - w USA, Wielkiej Brytanii i w Brazylii. Wystawy połączone były ze sprzedażą obrazów i uzyskane środki przeznaczała na wsparcie działalności księdza Żelazko w Indiach.
Zajmowała się również tłumaczeniem z języka węgierskiego.
Przez ponad pięćdziesiąt lat mieszkała w Ożarowie Mazowieckim. Pochowana została w grobie rodzinnym na Powązkach.

## Wystawy prac
- 1975 - Warszawa; Galeria Towarzystwa Przyjaciół Sztuk Pięknych.
- 1976 - Świnoujście i Międzyzdroje; Kluby Międzynarodowej Prasy i Książki.
- 1977 - Francja; Paryż - Galeria Louis Saulange.
- 1980 - USA; Mamtrack - Public Library, Detroit - International Institute.
- 1981 - USA; Detroit - The Park and Recreation Building.
- 1987 - Wielka Brytania: Londyn - Galeria POSK.
- 1989 - Brazylia; Kurytyba - Muzeum Sztuki, Brasilia - A Legiao Da Bona Vontade.
- 2004 - Łódź - Miejska Galeria Sztuki na Politechnice Łódzkiej.
- 2005 - Łódź - Klub Garnizonowy.
- 2006 - Łódź - Śródmiejskie Forum Kultury.
- 2007 - Ożarów Mazowiecki - Dom Kultury "Uśmiech".
- 2012 - Warszawa - Stowarzyszenie Architektów Polskich.